# Bottelare
Bottelare är en ort i Belgien.   Den ligger i provinsen Östflandern och regionen Flandern, i den centrala delen av landet, 40 km väster om huvudstaden Bryssel. Bottelare ligger 34 meter över havet och antalet invånare är 1 784.
Terrängen runt Bottelare är platt. Runt Bottelare är det tätbefolkat, med 356 invånare per kvadratkilometer.. Närmaste större samhälle är Gent, 9,9 km norr om Bottelare. 
Omgivningarna runt Bottelare är en mosaik av jordbruksmark och naturlig växtlighet.